# Athlone Power Station

Momento de demolição

Athlone Power Station foi uma usina termoelétrica localizada na Cidade do Cabo, África do Sul. O local parou de gerar energia em 2003 e foi finalmente demoliçao em agosto de 2010.

## História
Ele tinha um grande edifício de geração de tijolos, duas chaminés de tijolos e duas torres de resfriamento, alimentadas por água recuperada de uma estação de esgoto próxima.
Foi comissionado em 1962 com 6 turbinas com capacidade nominal de 180 watts, operadas pelo município metropolitano da Cidade do Cabo. Entre 1985 e 1994 a estação foi mantida em standby, mas a geração foi retomada em 1995 com uma capacidade reduzida de 120 MW. Entre 1995 e 2003 foi utilizado principalmente para gerar energia em períodos de demanda máxima e durante falhas elétricas na rede nacional. No entanto, em 2003, um investimento significativo foi necessário devido à idade da usina, e a geração parou.
Em 14 de fevereiro de 2010, as gangues em uma torre desabaram, levando a Cidade do Cabo a anunciar que as torres seriam demolidas no final de abril de 2010 para evitar o colapso; a demolição foi adiada para 22 de agosto de 2010. Eles foram finalmente demolidos.